# الخطوط الجوية الجزائرية الرحلة 2208
الخطوط الجوية الجزائرية الرحلة 2208 هي رحلة شحن بين مطار الجزائر - هواري بومدين، مدينة الجزائر العاصمة، الجزائر، ومطار فرانكفورت الدولي، ألمانيا. وقد تحطمت الطائرة التي تشغل الرحلة في 13 أغسطس 2006، وهي من طراز لوكهيد إل-100 هيركوليز. وذلك في شمال إيطاليا نتيجة خلل في الطيار الآلي. حيث اصطدمت الطائرة بالارض في منطقة ذات كثافة سكانية قليلة بعد نزول حاد جدا وسريع، وقد نجح الطيار بصعوبة في توجيه الطائرة في لحظاتها الاخيرة ونجح في ابعادها عن منطقة ذات كثافة سكانية عالية. بالإضافة إلى الطائرة كانت الخسائر الأخرى هي وفاة افراد الطاقم الثلاثة. ولم توجد أي خسائر في الممتلكات على الأرض.

## الحادثة
كانت الطائرة التي يبلغ عمرها 25 عاما، من طراز لوكهيد إل-100 هيركوليز، ورقم تسجيل 7T-VHG ، تشغل خط الشحن بين مطار الجزائر هواري بومدين ومطار فرانكفورت في رحلة رقم 2208، وعلى ارتفاع 24,000 قدم (7,300 م) في الاجواء الايطالية بدأت الطائرة تنحدر وتخسر ارتفاعها لاسباب غير معروفة. .و نجح الطيار في ابلاغ مراقبة حركة الطيران في ميلانو بان الطائرة تعاني من فقدان الطاقة في محركاتها. وذلك قبل ان ينقطع الاتصال بالطائرة. وكانت الطائرة حينها تحلق على ارتفاع 13,500 قدم (4,100 م).
و قد تمكن الطيار بصعوبة من توجيه نزول الطائرة نحو منطقة ذات كثافة سكانية قليلة متفاديا مناطق ذات كثافة سكانية اعلى. وأصطدمت الطائرة بالأرض بين ميلانو وبارما في قرية اسمها بيسوريكا، تقع في ضواحي بياتشينزا. ونتج عن الاصطدام، كسر هيكل الطائرة إلى جزئين. وفقا لصحيفة كوريري ديلا سيرا، فان الاصطدام كان مدمرا وعنيفا جدا بحيث ان حطام الطائرة تناثر على مساحة كبيرة تقدر بعدة كيلومترات، كما سمع صوت انفجار عنيف عقب الحادثة مباشرة وسمع صداه بوضوح في ارجاء المناطق القريبة. وادت شدة وعنف الاصطدام إلى إنشاء حفرة طولها 50 مترا (160 قدما) وبعمق 15 مترا (49 قدما). تم العثور على الجزء العلوي من الدفة على بعد 1,200 متر (3,900 قدم) من نقطة الاصطدام بينما تم العثور على اجزاء من روافع الطائرة على بعد 3,000 متر (9,800 قدم) منن نقطة الاصطدام.
وصف رئيس بلدية بياتشينزا عدم حدوث وفيات على الأرض بانه «معجزة» ويرجع الفضل في ذلك إلى شجاعة الطيار الذي قام بابعاد الطائرة عن المناطق السكانية المزدحمة وجعلها تسقط في اراضي بعيدة عن التجمعات السكنية. ولهذا لم تكن هناك إصابات أو أضرار في الممتلكات على الأرض، وكانت الخسائر البشرية الوحيدة هم طاقم الطائرة المؤلف من ثلاثة افراد.

## ما بعد الحادثة
في اعقاب استعادة الصناديق السوداء للطائرة خلصت التحقيقات إلى ان توقف نظام الطيران الآلي كان هو السبب في الحادثة، حيث توقف النظام وفقد طائم الطائرة التحكم باتجاه الطائرة وارتفاعها. وبعد 73 ثانية من فشل النظام اصطدمت الطائرة بالارض اما بزاوية 45° وبسرعة 460 عقدة «852 كم /ساعة. 592 ميل / ساعة». أو بزاوية 50° وبسرعة 485 عقدة «898 كم / ساعة. 558 ميلا/ ساعة»
أدت الحادثة أيضا إلى قيام سلطة الطيران المدني الجزائرية بتغيير أنواع الصناديق السوداء في طائراتها لكي تتلائم مع المعايير الدولية.